# صنوبر لرزان
صنوبر لرزان (نام علمی: Populus tremula) نام یک گونه از سرده سپیدار است.